# U23-Leichtathletik-Länderkampf der Männer und Frauen 1993 Russland – Deutschland – Großbritannien
| 2. Leichtathletik-Länderkampf mit deutscher Beteiligung 1993                       | 2. Leichtathletik-Länderkampf mit deutscher Beteiligung 1993 |
| ---------------------------------------------------------------------------------- | ------------------------------------------------------------ |
|                                                                                    |                                                              |
| U23-Ländervergleich der Männer und Frauen: Russland – Deutschland – Großbritannien |                                                              |
| Austragungsort                                                                     | Moskau                                                       |
| Wettbewerbe                                                                        | Männer: 20 / Frauen: 19                                      |
| Datum                                                                              | 24. Juni                                                     |
| 1. GER 2. RUS 3. GBR                                                               | 303,5 Punkte 285,0 Punkte 225,5 Punkte                       |
| 0Teilwertung U23-Männer                                                            | 1. GER0000152,0 P 2. RUS0000142,0 P 3. GBR0000127,0 P        |
| 0Teilwertung U23-Frauen                                                            | 1. GER0000151,5 P 2. RUS0000143,0 P 3. GBR0000098,5 P        |
| Chronik                                                                            |                                                              |
| ← GER-BLR-FRA-GBR- 00ITA-MEX-POL-RUS-SVK- 00SWE-ESP Geher (M/F)                    | FRA-GER-RUS-SUI00 10kampf (U22-M) →                          |

Der zweite Vergleich des Länderkampfjahres 1993 war der einzige Vergleich mit dem allgemeinen Leichtathletikprogramm dieser Saison. Die deutschen U23-Leichtathleten traten dazu am 24. Juli in Moskau in gemeinsamer Wertung für beide Geschlechter gegen Russland und Großbritannien an. Die Begegnung dieser drei Teams hatte es im Vorjahr auch gegeben, damals für die Athleten U22 und mit der Gemeinschaft Unabhängiger Staaten anstelle von Russland. 1993 war mit der Altersgruppe U23 dieselbe nun um ein Jahr älter gewordene Zielgruppe angesprochen. 1992 hatte sich die GUS-Mannschaft in beiden Teilwertungen durchgesetzt – bei den Männern vor Großbritannien und Deutschland, bei den Frauen mit Deutschland auf Rang zwei und Großbritannien auf Rang drei. Die Gesamtwertung hatte die GUS vor den zweitplatzierten deutschen und drittplatzierten britischen Vertretern gewonnen.

## Modus
Außer im Laufbereich, im Gehen und Mehrkampf wurden bei den U23-Männern alle olympischen Disziplinen ausgetragen. Zusätzlich stand ein Gehwettbewerb über 10.000 Meter auf dem Programm. Insgesamt gab es zwanzig Disziplinen. Im Männerbereich fehlten aus dem olympischen Wettbewerbskatalog nur der 10.000-Meter-Lauf, der Marathonlauf, das 20- und 50-km-Gehen sowie der Zehnkampf. Bei den Frauen wurden außer dem Siebenkampf alle damaligen olympischen Frauenwettbewerbe durchgeführt. Darüber hinaus gab es den Dreisprung, der 1996 in den olympischen Katalog für Frauen aufgenommen wurde, den Stabhochsprung (olympisch ab 2000), den Hammerwurf (olympisch ab 2000) und einen Gehwettbewerb über 5000 Meter. Insgesamt waren es neunzehn Disziplinen. Der Stabhochsprung und der Hammerwurf wurden als Frauendisziplinen zum ersten Mal bei einem Länderkampf mit deutscher Beteiligung ausgetragen.
Jedes Team startete mit zwei Teilnehmern je Wettbewerb. In den Einzelwettbewerben wurde nach folgendem System gewertet: 1. Platz: 7 Punkte / 2. Pl.: 5 P / 3. Pl.: 4 P / 4. Pl.: 3 P / … In den Staffeln wurden sieben zu vier zu zwei Punkte vergeben.

## Ergebnis
Bei den Männern gab es im Laufbereich fünf Disziplingewinne für Großbritannien sowie je zwei für Deutschland und Russland. Darüber hinaus teilte sich Großbritannien einen Sieg mit Deutschland. Von den Staffeln entschieden das britische und das russische Team je eine für sich. Der Gehwettbewerb endete mit einem russischen Doppelerfolg. Im Bereich Sprung errang Deutschland zwei Disziplinwertungen und Russland eine. Den vierten Sieg teilten sich Deutschland und Russland. In der Kategorie Wurf/Stoß verbuchte die russische Mannschaft drei Wettbewerbsgewinne und das deutsche Team einen. In der Teilbereichswertung lag Deutschland aufgrund guter Resultate hinter den jeweiligen Siegern mit 152 Punkten vorn. Russland folgte mit 142 Punkten auf Platz zwei vor Großbritannien (127 Punkte).
Bei den Frauen erreichten die deutschen Leichtathletinnen im Laufbereich sechs Siege und Russland zwei. In einer weiteren Disziplin lagen Deutschland und Großbritannien gleichauf. Russland und Großbritannien gewannen je eine Staffel. Im Gehen gab es wie bei den Männern einen russischen Doppelerfolg. Bei den Sprüngen entschieden die deutschen Vertreterinnen zwei Disziplinen für sich und Russland eine. Den zum ersten Mal in einem Länderkampf ausgetragenen Stabhochsprung teilten sich Deutschland und Russland. In der Kategorie Wurf/Stoß gewannen Deutschland und Russland je zwei Wettbewerbe. Damit ging auch die Teilwertung der Frauen mit 151,5 Punkten an Deutschland. Russland kam mit 143,0 Punkten auf den zweiten Platz vor Großbritannien (98,5 Punkte). So war die Reihenfolge identisch mit der in der Männerteilwertung.
Die Gesamtwertung gewann Deutschland mit insgesamt 303,5 Punkten. Für Russland reichte es mit 285,0 Punkten zu Platz zwei. Großbritannien kam mit 225,5 Punkten auf den dritten Rang.

## Legende
Kurze Übersicht zur Bedeutung der Symbolik – so üblicherweise auch in sonstigen Veröffentlichungen verwendet:
| DNF | nicht im Ziel (did not finish)                               |
| DSQ | disqualifiziert                                              |
| w   | Rückenwindunterstützung über dem erlaubten Limit von 2,0 m/s |

## Resultate Männer

### Teilwertung
| Platz | Land           | Punkte |
| ----- | -------------- | ------ |
| 1     | Deutschland    | 152    |
| 2     | Russland       | 142    |
| 3     | Großbritannien | 127    |

### 100 m
| Platz | Athlet             | Land | Zeit (s) |
| ----- | ------------------ | ---- | -------- |
| 1     | Jason Fergus       | GBR  | 10,81    |
| 2     | Sticking           | GBR  | 10,85    |
| 3     | Patrick Amarteifio | GER  | 10,88    |
| 4     | Patrick Schneider  | GER  | 10,98    |
| 5     | Andrei Semjonow    | RUS  | 10,99    |
| 6     | Andrzej Degtjarew  | RUS  | 11,06    |

Wind: −1,3 m/s

### 200 m
| Platz | Athlet          | Land | Zeit (s) |
| ----- | --------------- | ---- | -------- |
| 1     | Sticking        | GBR  | 21,20    |
| 2     | Gerald Aust     | GER  | 21,24    |
| 3     | Jared Deacon    | GBR  | 21,24    |
| 4     | Alexander Lack  | GER  | 21,38    |
| 5     | Witali Ignatow  | RUS  | 21,45    |
| 6     | Andrei Semjonow | RUS  | 21,58    |

Wind: −0,2 m/s

### 400 m
| Platz | Athlet          | Land | Zeit (s) |
| ----- | --------------- | ---- | -------- |
| 1     | Daniel Bittner  | GER  | 47,29    |
| 2     | Roman Roslawzow | RUS  | 47,54    |
| 3     | Adrian Patrick  | GBR  | 47,68    |
| 4     | Sergei Woronin  | RUS  | 48,38    |
| 5     | Markus Rau      | GER  | 48,53    |
| 6     | Davis           | GBR  | 48,69    |

### 800 m
| Platz | Athlet          | Land | Zeit (min) |
| ----- | --------------- | ---- | ---------- |
| 1     | Craig Winrow    | GBR  | 1:48,83    |
| 2     | Marco Runge     | GER  | 1:48,88    |
| 3     | Carsten Otte    | GER  | 1:49,11    |
| 4     | Peter Hackley   | GBR  | 1:50,18    |
| 5     | Sergei Samoilow | RUS  | 1:50,48    |
| 6     | Kalaschnikow    | RUS  | 1:51,60    |

### 1500 m
| Platz | Athlet           | Land | Zeit (min) |
| ----- | ---------------- | ---- | ---------- |
| 1     | Brian Treacy     | GBR  | 3:47,78    |
| 2     | Matthew Hibberd  | GBR  | 3:47,80    |
| 3     | Kasarow          | RUS  | 3:48,22    |
| 4     | Claus Wittekind  | GER  | 3:48,33    |
| 5     | Andrzej Rjasanow | RUS  | 3:48,65    |
| 6     | Ingo Janich      | GER  | 3:50,56    |

### 5000 m
| Platz | Athlet          | Land | Zeit (min) |
| ----- | --------------- | ---- | ---------- |
| 1     | Sergei Fjedotow | RUS  | 14:09,37   |
| 2     | Mirko Döring    | GER  | 14:09,44   |
| 3     | Jirson          | GBR  | 14:12,30   |
| 4     | Krestjannikow   | RUS  | 14:15,40   |
| 5     | Spencer Barden  | GBR  | 14:25,08   |
| 6     | Jirka Arndt     | GER  | 15:00,21   |

### 110 m Hürden
| Platz | Athlet         | Land | Zeit (s) |
| ----- | -------------- | ---- | -------- |
| 1     | Claude Edorh   | GER  | 14,14    |
| 2     | Stern          | GBR  | 14,68    |
| 3     | Neil Owen      | GBR  | 14,68    |
| 4     | Falk Balzer    | GER  | 14,68    |
| 5     | Sergei Manakow | RUS  | 14,97    |
| 6     | Traschenko     | RUS  | 15,18    |

Wind: −1,7 m/s

### 400 m Hürden
| Platz | Athlet               | Land | Zeit (s) |
| ----- | -------------------- | ---- | -------- |
| 1     | Ruslan Maschtschenko | RUS  | 51,17    |
| 2     | Steffen Kolb         | GER  | 51,25    |
| 3     | Podres               | RUS  | 51,27    |
| 4     | Gary Jennings        | GBR  | 51,89    |
| 5     | A. Williams          | GBR  | 51,91    |
| 6     | Hendrik Willems      | GER  | 52,01    |

### 3000 m Hindernis
| Platz | Athlet          | Land | Zeit (min) |
| ----- | --------------- | ---- | ---------- |
| 1     | Robert Hough    | GBR  | 8:49,60    |
| 2     | Steffen Brandis | GER  | 8:50,48    |
| 3     | Mark Ostendarp  | GER  | 8:55,69    |
| 4     | Keith Cullen    | GBR  | 8:56,58    |
| 5     | Gennadi Popow   | RUS  | 9:09,21    |
| 6     | Afinogenow      | RUS  | 9:18,88    |

### 4 × 100 m Staffel
| Platz | Besetzung      | Land                                                         | Zeit (s) |
| ----- | -------------- | ------------------------------------------------------------ | -------- |
| 1     | Deutschland    | Patrick Amarteifio Alexander Lack Gerald Aust Florian Gamper | 40,35    |
| 2     | Großbritannien |                                                              | 40,66    |
| 3     | Russland       |                                                              | 40,80    |

### 4 × 400 m Staffel
| Platz | Besetzung      | Land                                                              | Zeit (min) |
| ----- | -------------- | ----------------------------------------------------------------- | ---------- |
| 1     | Großbritannien | Wyatt Craig Winrow Smith Adrian Patrick                           | 3:10,04    |
| 2     | Deutschland    | Sascha von Weschpfennig Hendrik Willems Bodo Unger Julian Voelkel | 3:10,64    |
| 3     | Russland       |                                                                   | 3:10,74    |

### 10.000 m Gehen
| Platz | Athlet          | Land | Zeit (min) |
| ----- | --------------- | ---- | ---------- |
| 1     | Makarow         | RUS  | 41:39,92   |
| 2     | Dolnikow        | RUS  | 42:29,70   |
| 3     | Denis Trautmann | GER  | 43:26,25   |
| 4     | Markus Pauly    | GBR  | 43:45,70   |
| 5     | Kieron Butler   | GBR  | 45:30,51   |
| 6     | Atton           | GER  | 45:55,98   |

### Hochsprung
| Platz | Athlet             | Land | Höhe (m) |
| ----- | ------------------ | ---- | -------- |
| 1     | Alexei Makurin     | RUS  | 2,22     |
| 2     | Konstantin Issajew | RUS  | 2,16     |
| 3     | Dave Barnetson     | GBR  | 2,13     |
| 4     | Roland Stark       | GER  | 2,05     |
| 5     | Ingo Holsten       | GER  | 2,00     |
| 6     | Andrew Allen       | GBR  | 2,00     |

### Stabhochsprung
| Platz | Athlet          | Land | Höhe (m) |
| ----- | --------------- | ---- | -------- |
| 1     | Florian Wacker  | GER  | 5,35     |
| 2     | Michael Kühnke  | GER  | 5,20     |
| 3     | Gennadi Woronin | RUS  | 5,20     |
| 4     | Nick Buckfield  | GBR  | 5,10     |
| 5     | Matt Balsham    | GBR  | 5,00     |

Ein zweiter russischer Teilnehmer ist nicht aufgeführt.

### Weitsprung
| Platz | Athlet             | Land | Weite (m) |
| ----- | ------------------ | ---- | --------- |
| 1     | Georg Ackermann    | GER  | 7,73 w    |
| 2     | Ljagin             | RUS  | 7,59 w    |
| 3     | Alexander Scharkow | RUS  | 7,5300    |
| 4     | Holger Ullrich     | GER  | 7,4800    |
| 5     | Cotter             | GBR  | 7,4600    |
| 6     | Lawrence           | GBR  | 7,20 w    |

### Dreisprung
| Platz | Athlet          | Land | Weite (m) |
| ----- | --------------- | ---- | --------- |
| 1     | Charles Friedek | GER  | 16,51 w   |
| 2     | Igor Sautkin    | RUS  | 16,5000   |
| 3     | Kotschkin       | RUS  | 15,9600   |
| 4     | Jens Schweitzer | GER  | 15,44 w   |
| 5     | Elkin           | GBR  | 15,2500   |
| 6     | Smith           | GBR  | 14,8900   |

### Kugelstoßen
| Platz | Athlet             | Land | Weite (m) |
| ----- | ------------------ | ---- | --------- |
| 1     | Viktor Kapustin    | RUS  | 18,45     |
| 2     | Alexei Schidlowski | RUS  | 17,48     |
| 3     | Ralf Kahles        | GER  | 17,25     |
| 4     | Bernd Döhring      | GER  | 16,84     |
| 5     | Cockburn           | GBR  | 15,82     |
| 6     | Condoc             | GBR  | 15,73     |

### Diskuswurf
| Platz | Athlet        | Land | Weite (m) |
| ----- | ------------- | ---- | --------- |
| 1     | Ryschenko     | RUS  | 55,34     |
| 2     | Murphy        | GBR  | 55,14     |
| 3     | Orechow       | RUS  | 53,50     |
| 4     | Hayes         | GBR  | 49,00     |
| 5     | Ralf Kahles   | GER  | 48,54     |
| 6     | Bernd Döhring | GER  | 47,34     |

### Hammerwurf
| Platz | Athlet            | Land | Weite (m) |
| ----- | ----------------- | ---- | --------- |
| 1     | Andrzej Budykin   | RUS  | 71,92     |
| 2     | Thomas Neumann    | GER  | 69,12     |
| 3     | Alexander Sporrer | GER  | 68,04     |
| 4     | Jewgenjew         | RUS  | 65,30     |
| 5     | Stuart Spratley   | GBR  | 59,58     |
| 6     | Minnikin          | GBR  | 59,36     |

### Speerwurf
| Platz | Athlet              | Land | Weite (m) |
| ----- | ------------------- | ---- | --------- |
| 1     | Matthias Hold       | GER  | 77,54     |
| 2     | Schtschepin         | RUS  | 77,40     |
| 3     | Sergei Makarow      | RUS  | 74,62     |
| 4     | Christian Benninger | GER  | 74,44     |
| 5     | Nick Nieland        | GBR  | 72,90     |
| 6     | Barros              | GBR  | 62,72     |

## Resultate Frauen

### Teilwertung
| Platz | Land           | Punkte |
| ----- | -------------- | ------ |
| 1     | Deutschland    | 151,5  |
| 2     | Russland       | 143,0  |
| 3     | Großbritannien | 098,5  |

### 100 m
| Platz | Athletin         | Land | Zeit (s) |
| ----- | ---------------- | ---- | -------- |
| 1     | Carla Verniest   | GER  | 11,99    |
| 2     | Dubzewa          | RUS  | 12,01    |
| 3     | Birgit Rockmeier | GER  | 12,08    |
| 4     | Geraldine McLeod | GBR  | 12,09    |
| 5     | Donna Hoggarth   | GBR  | 12,20    |
| 6     | Chreskina        | RUS  | 12,22    |

Wind: −0,7 m/s

### 200 m
| Platz | Athletin               | Land | Zeit (s) |
| ----- | ---------------------- | ---- | -------- |
| 1     | Birgit Rockmeier       | GER  | 23,76    |
| 2     | Donna Fraser           | GBR  | 23,94    |
| 3     | Dubzewa                | RUS  | 24,03    |
| 4     | Cohen                  | GBR  | 24,08    |
| 5     | Swetlana Gontscharenko | RUS  | 24,25    |
| 6     | Katja Seidel           | GER  | 24,65    |

Wind: −1,2 m/s

### 400 m
| Platz | Athletin         | Land | Zeit (s) |
| ----- | ---------------- | ---- | -------- |
| 1     | Silvia Steimle   | GER  | 54,39    |
| 2     | Chrustscheljowa  | RUS  | 54,67    |
| 3     | Day              | GBR  | 55,21    |
| 4     | Gabi Rockmeier   | GER  | 55,25    |
| 5     | Reeves           | GBR  | 55,26    |
| 6     | Natalja Scharowa | RUS  | 55,49    |

### 800 m
| Platz | Athletin                     | Land | Zeit (min) |
| ----- | ---------------------------- | ---- | ---------- |
| 1     | Tschao                       | RUS  | 2:03,60    |
| 2     | Jo Latimer                   | GBR  | 2:04,38    |
| 3     | Kristina da Fonseca-Wollheim | GER  | 2:04,85    |
| 4     | Amanda Crowe                 | GBR  | 2:08,16    |
| 5     | Tatjana Grigorjewa           | RUS  | 2:11,23    |
| 6     | Michaela Seebahn             | GER  | 2:19,69    |

### 1500 m
| Platz | Athletin       | Land | Zeit (min) |
| ----- | -------------- | ---- | ---------- |
| 1     | Antje Beggerow | GER  | 4:26,25    |
| 2     | Harries        | GBR  | 4:26,27    |
| 3     | Schukailowa    | RUS  | 4:27,53    |
| 4     | Sotowa         | RUS  | 4:28,42    |
| 5     | Emma King      | GBR  | 4:30,64    |
| 6     | Susanne Heyer  | GER  | 4:32,34    |

### 3000 m
| Platz | Athletin             | Land | Zeit (min) |
| ----- | -------------------- | ---- | ---------- |
| 1     | Claudia Dreher       | GER  | 9:20,14    |
| 2     | Friederike Schmidt   | GER  | 9:25,41    |
| 3     | Lidija Wassilewskaja | RUS  | 9:28,61    |
| 4     | Schilkina            | RUS  | 9:29,27    |
| 5     | Blake                | GBR  | 9:33,04    |
| 6     | Louise Watson        | GBR  | 9:56,18    |

### 100 m Hürden
| Platz | Athletin            | Land | Zeit (s) |
| ----- | ------------------- | ---- | -------- |
| 1     | Alexandra Paschkina | RUS  | 13,07    |
| 2     | Angela Thorp        | GBR  | 13,43    |
| 3     | Swetlana Lauchowa   | RUS  | 13,45    |
| 4     | Baker               | GBR  | 13,57    |
| 5     | Claudia Rüge        | GER  | 13,60    |
| 6     | Katrin Blankenburg  | GER  | 13,86    |

Wind: +2,3 m/s

### 400 m Hürden
| Platz | Athletin         | Land | Zeit (s) |
| ----- | ---------------- | ---- | -------- |
| 1     | Gesine Schmidt   | GER  | 57,20    |
| 2     | Jayne Puckeridge | GBR  | 59,26    |
| 3     | Koschewnikowa    | RUS  | 59,42    |
| 4     | Vyv Rhodes       | GBR  | 59,67    |
| 5     | Anja Hocke       | GER  | 62,26    |
| 6     | Makaschina       | RUS  | 62,63    |

### 4 × 100 m Staffel
| Platz | Besetzung      | Land                                                           | Zeit (s) |
| ----- | -------------- | -------------------------------------------------------------- | -------- |
| 1     | Großbritannien |                                                                | 45,50    |
| DNF   | Deutschland    | Carla Verniest Katja Seidel Tina Schönmetzler Birgit Rockmeier |          |
| DSQ   | Russland       |                                                                |          |

### 4 × 400 m Staffel
| Platz | Besetzung      | Land                                                    | Zeit (min) |
| ----- | -------------- | ------------------------------------------------------- | ---------- |
| 1     | Russland       |                                                         | 3:38,53    |
| 2     | Großbritannien |                                                         | 3:40,66    |
| 3     | Deutschland    | Anja Hocke Gesine Schmidt Antje Beggerow Silvia Steimle | 3:41,56    |

### 5000 m Gehen
| Platz | Athletin           | Land | Höhe (m) |
| ----- | ------------------ | ---- | -------- |
| 1     | Laryssa Ramasanowa | RUS  | 22:40,82 |
| 2     | Kisselewa          | RUS  | 23:44,08 |
| 3     | Ute Vollmann       | GER  | 24:14,06 |
| 4     | Sandra Priemer     | GER  | 24:36,20 |
| 5     | Pouw               | GBR  | 25:30,88 |

Eine zweite britische Geherin ist nicht aufgelistet.

### Hochsprung
| Platz | Athletin       | Land | Höhe (m) |
| ----- | -------------- | ---- | -------- |
| 1     | Iwanowa        | RUS  | 1,87     |
| 2     | Lawrowa        | RUS  | 1,84     |
| 3     | Maja Fehrig    | GER  | 1,81     |
| 4     | Kelly Mason    | GBR  | 1,78     |
| 5     | Lindsay        | GBR  | 1,74     |
| 5     | Wiebke Schwärt | GER  | 1,74     |

### Stabhochsprung
| Platz | Athletin         | Land | Höhe (m) |
| ----- | ---------------- | ---- | -------- |
| 1     | Carmen Haage     | GER  | 3,70     |
| 2     | Tanja Cors       | GER  | 3,60     |
| 3     | Marina Andrejewa | RUS  | 3,50     |
| 4     | Louise Schramm   | GBR  | 2,90     |
| 5     | Linda Stanton    | GBR  | 2,80     |
| 6     | Zygankowa        | RUS  | 2,60     |

### Weitsprung
| Platz | Athletin       | Land | Weite (m) |
| ----- | -------------- | ---- | --------- |
| 1     | Jana Kusnezowa | RUS  | 6,28 w    |
| 2     | Petra Franke   | GER  | 6,2000    |
| 3     | Anke Goerge    | GER  | 6,1900    |
| 4     | Denise Lewis   | GBR  | 6,1400    |
| 5     | Ukolowa        | RUS  | 5,8600    |
| 6     | Connie Henry   | GBR  | 5,73 w    |

### Dreisprung
| Platz | Athletin            | Land | Weite (m) |
| ----- | ------------------- | ---- | --------- |
| 1     | Nkechi Madubuko     | GER  | 13,2200   |
| 2     | Tatjana Matjaschowa | RUS  | 13,0000   |
| 3     | Olga Ukolowa        | RUS  | 12,99 w   |
| 4     | Angela Barylla      | GER  | 12,6300   |
| 5     | Connie Henry        | GBR  | 12,6300   |
| 6     | Lorna Turner        | GBR  | 12,5300   |

### Kugelstoßen
| Platz | Athletin     | Land | Weite (m) |
| ----- | ------------ | ---- | --------- |
| 1     | Heike Hopfer | GER  | 16,68     |
| 2     | Alison Grey  | GBR  | 15,42     |
| 3     | Korotajewa   | RUS  | 15,01     |
| 4     | Anja Fuchs   | GER  | 14,50     |
| 5     | Beales       | GBR  | 14,21     |
| 6     | Koroljewa    | RUS  | 14,02     |

### Diskuswurf
| Platz | Athletin        | Land | Weite (m) |
| ----- | --------------- | ---- | --------- |
| 1     | Natalja Sadowa  | RUS  | 52,50     |
| 2     | Simone Schmitt  | GER  | 50,48     |
| 3     | Christine Adams | GER  | 50,26     |
| 4     | Andrussina      | RUS  | 49,60     |
| 5     | Shelley Drew    | GBR  | 49,42     |
| 6     | Nicola Talbot   | GBR  | 47,78     |

### Hammerwurf
| Platz | Athletin           | Land | Weite (m) |
| ----- | ------------------ | ---- | --------- |
| 1     | Poljanskaja        | RUS  | 54,14     |
| 2     | Simone Mathes      | GER  | 53,40     |
| 3     | Angelika Lindemann | GER  | 51,34     |
| 4     | Sazepilowa         | RUS  | 48,86     |
| 5     | Manning            | GBR  | 45,56     |
| 6     | Kirkpatrick        | GBR  | 41,10     |

### Speerwurf
| Platz | Athletin           | Land | Weite (m) |
| ----- | ------------------ | ---- | --------- |
| 1     | Silke Gast         | GER  | 56,06     |
| 2     | Dörte Barby        | GER  | 55,86     |
| 3     | Tatjana Sudarikowa | RUS  | 55,10     |
| 4     | Natalja Pudowikowa | RUS  | 48,72     |
| 5     | Field              | GBR  | 47,64     |
| 6     | Lewis              | GBR  | 44,42     |